# Liste der Monuments historiques in Varambon
Die Liste der Monuments historiques in Varambon führt die Monuments historiques in der französischen Gemeinde Varambon auf.

## Liste der Bauwerke
| Bezeichnung          | Beschreibung                  | Standort | Kennzeichnung | Schutzstatus | Datum | Bild           |
| -------------------- | ----------------------------- | -------- | ------------- | ------------ | ----- | -------------- |
| Schloss              | Erbaut im 18./19. Jahrhundert | (Lage)   | PA01000025    | Inscrit      | 2007  | weitere Bilder |
| Kirche Ste-Madeleine | Erbaut im 15. Jahrhundert     | (Lage)   | PA01000035    | Inscrit      | 2012  | weitere Bilder |

## Liste der Objekte
- Monuments historiques (Objekte) in Varambon in der Base Palissy des französischen Kultusministeriums